# Syrphoctonus albopictus
Syrphoctonus albopictus là một loài tò vò trong họ Ichneumonidae.